# فيليب الثاني، دوق سافوي
فيليبو الثاني (5 فبراير 1438 - 7 نوفمبر 1497)؛ المعروف بـ بلا أرض؛ كان لفترة وجيزة دوق سافوي منذ 1496 حتى وفاته في العام التالي.

## السيرة الذاتية
كان فيليبو بمثابة جد الدوق السابق كارلو الثاني الذي يعتبر حفيد شقيقه الأكبر أميديو؛ هو الابن الثالث لـ لويس دوق سافوي وآن من قبرص، ومع ذلك لم يكن هو وريثه الأساسي، فمع وجود العديد من الإناث قبله، لضمان الميراث الذكور فكان ابنه البكر متزوجاً من شقيقة كارلو الثاني مع ذلك هذه الخطة لم تنجح بسبب وفاة الفتاة مبكراً، وأيضا مع وجود أحفاد بنات الشقيق الأكبر أماديو التاسع في خط الخلافة لهم الحق في الإرث قبرص وبيت المقدس (ممالك الصليبية)، فعلى الرغم من أن هذه الممالك لم تمنع من خلافة الإناث، إلا أن فيليبو أخذ ذلك الادعاء واستخدام هذ الألقاب أيضا، وأيضا واصل خلفائه الذكور في استخدام هذه الألقاب الملكية.
قضى فيليبو معظم حياته في إقطاعية بريس التي كانت على القرب من الحدود الفرنسية البرغونية، ولكن فقدت مما أدى إلى تلقيبه بلا أرض.

## الزواج والأبناء
- تزوج أولا من مارغريت[4] ابنة شارل الأول دوق بوربون؛ وأنجبت له ثلاثة أبناء:-

1. لويز (1531-1476)؛ تزوجت من شارل الأورلياني كونت أنغوليم؛ وهما والدا فرانسوا الأول ملك فرنسا.
2. جيرولامو (1478).
3. فيليبرتو الثاني دوق سافوي (1504-1480).

- تزوج ثانيةً من كلاودينا دي بريس من بريتاني؛ أنجبت له ستة أبناء:-

1. كارلو الثالث دوق سافوي (1553-1486).
2. لويجي (1502-1488).
3. فيليبو دوق نمور (1533-1490)؛ ومن نسله ماري جين دوقة سافوي.
4. أسولون (1494).
5. جيوفاني (1495).
6. فيليبرتا (1524-1498)؛ تزوجت من جوليانو دي ميديشي دوق نمور.

أيضا لديه العديد من الأبناء الغير شرعيين.